# Lyonetia anthemopa
Lyonetia anthemopa là một loài bướm đêm thuộc họ Lyonetiidae. Nó được tìm thấy ở Nhật Bản (Honshu, Kyushu, Yakushima) và Đài Loan.
Sải cánh dài 5–8 mm. Có bốn thế hệ một năm ở Nhật Bản.
Ấu trùng ăn Pyracantha angustifolia, Pyracantha crenurata, Rhapiolepis umbellata và Photinia taiwanensis. Chúng ăn lá nơi chúng làm tổ. 
s